# Noah's Ark (album)
Pour les articles homonymes, voir Noah's Arc.
Albums de Cocorosie
Beautiful Boyz
(2004) The Adventures Of Ghosthorse & Stillborn
(2007)
Noah's Ark est le deuxième album de CocoRosie. Il est sorti le 13 septembre 2005. Sur cet album on peut entendre des invités tels que Spleen sur Bisounours, Antony Hegarty (du groupe Antony and the Johnsons) dans Beautiful Boyz ou encore Devendra Banhart sur Brazilian Sun. Cet album a été produit avec le label indépendant Touch and Go Records.

## Liste des titres
1. K-Hole - 4:10
2. Beautiful Boyz - 4:37
3. South 2d - 4:09
4. Bear Hides And Buffalo - 4:14
5. Tekno Love Song - 3:54
6. The Sea Is Calm - 3:39
7. Noah's Ark - 4:13
8. Milk - 0:34
9. Armageddon - 4:04
10. Brazilian Sun - 4:38
11. Bisounours - 4:06
12. Honey or Tar - 2:08